# Carrie Watson
Carrie Michelle Watson (Chilliwack, 31 luglio 1981) è un'ex cestista canadese.

## Carriera
Con il Canada ha disputato i Campionati mondiali del 2006.